# Иваниш Ковачевић
Иваниш Ковачевић је био српски кнез, а потом и војвода из властелинске породице Дињичић која је имала своје посједе у источним дјеловима краљевине Босне, област Јадара, син је Ковача Дињичића.
Иваниш је после пада Босне 1463. године заједно са својом породицом отишао у Дубровник. Помиње се у дубровачком спису од 16. јануара 1464. године гдје се наводи да је у Дубровник дошао са сином и ћерком.
После повлачења турске војске у Подриње је продо Влатко Херцеговић, који је заузео неколико градова у бившој области Дињичића. Према дубровачким списима дио породице Дињичић се тада вратио или намјеравао вратити у своју дједовину. Из турског катастарског пописа 1485. године помиње се вилајет Ковач.